# Susanne Laugwitz-Aulbach

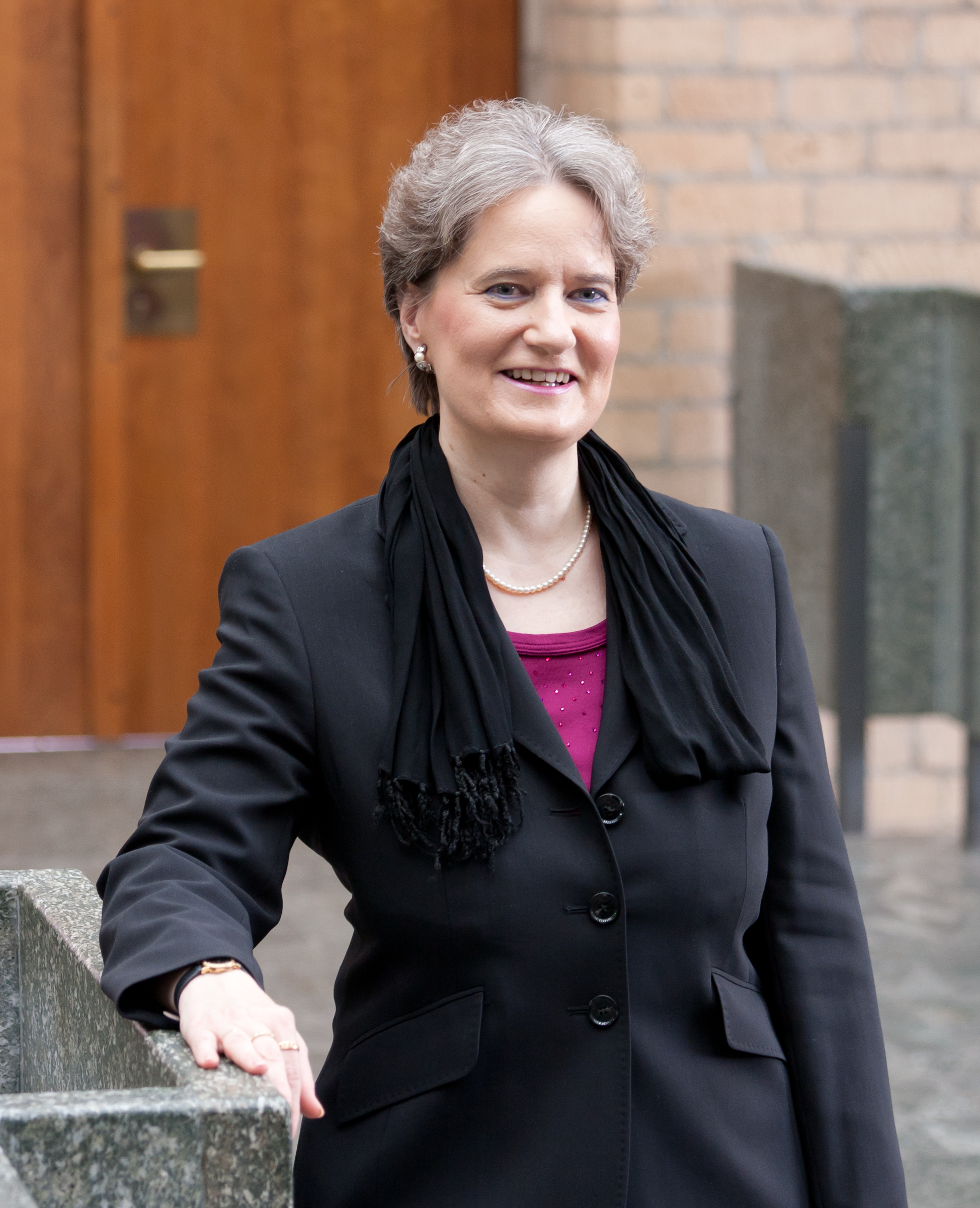
Susanne Laugwitz-Aulbach im Mai 2013

Susanne Laugwitz-Aulbach (* 1960 in Osnabrück) ist eine deutsche Germanistin und Theaterwissenschaftlerin. Von 2008 bis 2013 war sie Direktorin des Kulturamtes der Landeshauptstadt Stuttgart. Vom 1. September 2013 bis Ende August 2021 war sie Kulturdezernentin der Stadt Köln und damit verantwortlich für 1.800 Mitarbeiter und ein Budget von rund 148 Millionen Euro.

## Leben und Wirken

### Herkunft und Ausbildung
Susanne Laugwitz-Aulbach wurde als Tochter des Staatsschauspielers Walter Laugwitz und der Opernsängerin Brigitte Laugwitz-Leitner in Osnabrück geboren. Sie studierte an der Ludwig-Maximilians-Universität München Theaterwissenschaft, Germanistik und Philosophie und schloss ihr Studium 1987 als Magister artium ab. Nach einem anschließenden Aufenthalt in Südamerika arbeitete sie als Referentin für kulturelle Großveranstaltungen an der Hochschule für Musik Karlsruhe während des Rektorats von Fany Solter.

### Berufliche Laufbahn
1990 wechselte sie ins Kulturreferat der Stadt Karlsruhe und übernahm im Laufe der Jahre die städtische Festivalleitung der „Europäischen Kulturtage Karlsruhe“, die sie mit Themen wie St. Petersburg, Istanbul oder Rom und mit Projekten wie der Ausstellung mit der Staatlichen Eremitage St. Petersburg „Vom Glück des Lebens“ und dem erstmaligen Gastspiel im Westen 1996 von Valery Gergiev mit dem Ensemble der Petersburger Oper (Mariinsky-Theater) zu einem weithin beachteten Kulturereignis führte. Ebenso leitete sie die Fachbereiche Kulturelle Öffentlichkeitsarbeit, Marketing und Sponsoring.
2008 wurde sie zur Direktorin des Kulturamtes der Landeshauptstadt Stuttgart gewählt. Unter anderem verantwortete sie dort die Bereiche Kulturförderung, Stadtbibliothek, das Stadtarchiv, das Carl-Zeiss-Planetarium, die Stuttgarter Philharmoniker und den Planungsstab für das Stadtmuseum.
Im April 2013 wurde sie von einer Kommission aus Ratspolitikern, Oberbürgermeister und Verwaltung als neue Beigeordnete für Kunst und Kultur der Stadt Köln ausgewählt. Am 30. April 2013 wurde die parteilose Kulturfunktionärin vom Stadtrat mit den Stimmen von SPD, Grünen und FDP bestätigt. Damit wurde sie Nachfolgerin des Ende Mai 2013 ausgeschiedenen Georg Quander und verantwortlich für die Bereiche Kulturamt, Hänneschen-Theater, Stadtbibliothek, Historisches Archiv, Wallraf-Richartz-Museum & Fondation Corboud, Museum Ludwig, Römisch-Germanisches Museum, Rautenstrauch-Joest-Museum, Museum für Angewandte Kunst, Museum für Ostasiatische Kunst, Museum Schnütgen, Kölnisches Stadtmuseum, NS-Dokumentationszentrum, Museumsdienst, Kunst- und Museumsbibliothek, Rheinisches Bildarchiv, Bühnen Köln, Gürzenich-Orchester, Amt für Denkmalschutz und Denkmalpflege sowie für das Dezernatsbüro, das Planungsreferat, die Archäologische Zone, das Referat für Museumsangelegenheiten und das Referat Kulturbauten. Ihre reguläre Amtszeit als Beigeordnete für Kunst und Kultur betrug acht Jahre bis August 2021.
Laugwitz-Aulbach geriet unter Druck, als sich die Kosten für die Sanierung der Kölner Oper und des Schauspielhauses von ursprünglich geplanten 250 Millionen auf 570 Millionen Euro (Stand 3. Juli 2017) mehr als verdoppelt hatten und die Wiedereröffnung um sieben Jahre verschoben werden musste. Nicht inbegriffen waren zusätzlich anfallende Kosten für die Ausweichspielstätten in Höhe von 110 Millionen Euro. Mit Stand 27. Oktober 2020 kostete die Sanierung bereits 841 Millionen Euro. Hinzu kam die Verdopplung der Renovierungszeit für das Römisch-Germanische Museum noch vor Beginn der Bauarbeiten von ursprünglich geplanten drei auf sechs Jahre.
Als die Bühnen im Jahr 2015 nicht wie geplant eröffnet werden konnten, verteidigte sich Laugwitz-Aulbach noch mit der Aussage: „Ich habe hier nicht den Oberverantwortungshut auf.“
Die Oberbürgermeisterin von Köln, Henriette Reker, bezeichnete den Eklat im Juli 2017 als „Desaster“ und entzog Laugwitz-Aulbach die Verantwortung für die Kulturbauten. Zeitweise erwogen CDU, Grüne und FDP im Stadtrat, Laugwitz-Aulbach abzuwählen. Die für den Antrag benötigte einfache Mehrheit wäre erreicht worden, jedoch stellte sich die SPD gegen die Forderung und machte so das Erreichen einer für die eigentliche Abwahl notwendigen Zweidrittelmehrheit unwahrscheinlich. Laugwitz-Aulbach blieb bis August 2021 im Amt und wurde dann durch den von Reker vorgeschlagenen Schweizer Stefan Charles ersetzt. Um ihre Nachfolge hatten sich etwa 120 Bewerberinnen und Bewerber beworben.